# Jan Faberski
Jan Jakub Faberski (Płock, 22 april 2006) is een Pools voetballer die doorgaans speelt als rechtsbuiten. In augustus 2024 debuteerde hij voor Jong Ajax.

## Clubcarrière
Faberski speelde in de jeugd van Hutnik Warschau en verkaste later naar FFA Warschau. Hier speelde hij op een korte periode bij Legia Warschau na zes jaar. In 2020 ging hij in de academie van Jagiellonia Białystok spelen en twee seizoenen later nam Ajax de vleugelspeler over en de Nederlandse club gaf hem een contract voor drie jaar. Deze verbintenis werd in mei 2024 opengebroken en met drie seizoenen verlengd tot medio 2028.
Vanaf het seizoen 2024/25 werd Faberski opgenomen in de selectie van Jong Ajax. Voor dat team debuteerde hij op 12 augustus, toen in de Eerste divisie gespeeld werd tegen Jong PSV. Namens die ploeg scoorden Ricardo Pepi en Couhaib Driouech, terwijl Jong Ajax via een eigen doelpunt van Emmanuel van de Blaak en een treffer van Ahmetcan Kaplan het duel op 2–2 liet eindigen. Faberski mocht van coach Frank Peereboom in de basiself beginnen en hij speelde het gehele duel. Twaalf dagen na zijn debuut moest de Pool op bezoek bij FC Eindhoven op de reservebank beginnen en hij viel in de tweede helft in voor Don-Angelo Konadu. Met twee doelpunten zette Julian Rijkhoff Jong Ajax op een voorsprong, waarna Faberski de uitslag besliste op 0–3.
Op 3 oktober zat Faberski voor het eerst bij de wedstrijdselectie van het eerste elftal. Vanwege een aantal blessures mochten hij en Konadu zich van coach Francesco Farioli melden voor de UEFA Europa League-wedstrijd tegen Slavia Praag. Hij zou zijn debuut in het eerste elftal niet maken tijdens het seizoen 2024/25, wat hij afsloot met vier doelpunten en drie assists namens Jong Ajax. In juli 2025 werd zijn contract opengebroken en met twee jaar verlengd tot medio 2030.

## Clubstatistieken
| Seizoen | Club      | Competitie     | Competitie | Competitie | Beker | Beker | Internationaal | Internationaal | Totaal | Totaal |
| Seizoen | Club      | Competitie     | Wed.       | Dlp.       | Wed.  | Dlp.  | Wed.           | Dlp.           | Wed.   | Dlp.   |
| ------- | --------- | -------------- | ---------- | ---------- | ----- | ----- | -------------- | -------------- | ------ | ------ |
| 2024/25 | Jong Ajax | Eerste divisie | 34         | 4          | —     | —     | —              | —              | 34     | 4      |
| 2025/26 | Jong Ajax | Eerste divisie | 1          | 0          | —     | —     | —              | —              | 1      | 0      |
| Totaal  | Totaal    | Totaal         | 35         | 4          | 0     | 0     | 0              | 0              | 35     | 4      |

Bijgewerkt op 20 augustus 2025.